# Cyclone (álbum)
Cyclone es el octavo álbum de estudio del grupo alemán de música electrónica Tangerine Dream. Publicado en 1978 por Virgin Records, reeditado en numerosas ocasiones, destaca por ser el primer álbum que incluye voces en los paisajes instrumentales.
Steven McDonald, de AllMusic, ante la controversia generada en su momento entre sus seguidores indica "de ninguna manera es un experimento fallido, aunque Cyclone sea uno de los álbumes de Tangerine Dream menos útiles para desarrollar un buen estado meditativo".

## Producción
Tras la salida de Peter Baumann de Tangerine Dream, en noviembre de 1977, Edgar Froese y Christopher Franke incorporaron al cantante inglés Steve Jolliffe y al percusionista Klaus Krüger, músicos a quienes Froese conocía desde los años 60. La inclusión de voces y flauta se debe a la incorporación de Jolliffe en la formación.

"Tuvimos un tremendo problema porque todos en el grupo querían hacer diferentes melodías y cosas. Y cuando conseguimos una buena canción todos querían hacer modificaciones. Al fin decidimos, como último recurso, que Steve podía cantar. Así que cantó ¡y fue tan terrible!(...) Algunas partes me gustan pero desde finales de marzo del 78 no escuché ese disco y nunca lo haré."
Edgar Froese (1980) 

Aunque los fanes clásico del grupo menospreciaron en su momento el álbum, debido al cambio de rumbo, con el paso de los años su percepción ha mejorado y resultado ser uno de los más vendidos en su trayectoria. Alcanzó el puesto 37 en las listas de ventas británicas permaneciendo en las mismas durantes 4 semanas. No obstante pasarían varios años hasta que volviera a ver la luz un álbum cantado de Tangerine Dream: Tyger (1987). La ilustración de la portada fue realizada por Edgar Froese.

"Todos tuvimos una oportunidad para realizar la mezcla. Empleamos dos máquinas de grabación de 24 pistas sincronizadas para conseguir las 48 pistas requeridas. Recuerdo que en un momento dado todos enfermamos, uno tras otro, al estar tanto tiempo en el estudio sin la adecuada ventilación. Edgar enfermó y mientras estaba acostado intentaba mezclar. Chris intentó mezclar. Este proceso se prolongó durante algún tiempo. Y llenamos esas 48 pistas. (...) Cyclone fue el resultado de varias mezclas diferentes o, al menos, la mejor parte de todas ellas. Podríamos haber hecho tres discos de esas sesiones. Me encantaría volver atrás y remezclarlo con algunas de las pistas que no empleamos. Había cuartetos de flauta en algunas secciones, y también algunas otras cosas, todo eso se perdió."
Steve Jolliffe (1994) 

## Lista de temas
| N.º   | Título                                   | Escritor(es)                                  | Duración |  |
| 1.    | «Bent Cold Sidewalk»                     | Edgar Froese Christopher Franke Steve Joliffe | 13:05    |  |
| 2.    | «Rising Runner Missed By Endless Sender» | Edgar Froese Christopher Franke Steve Joliffe | 5:00     |  |
| 3.    | «Madrigal Meridian»                      | Edgar Froese Christopher Franke Steve Joliffe | 20:28    |  |
| 37:50 |                                          |                                               |          |  |

## Personal
- Edgar Froese – sintetizador polifónico de 8 voces Oberheim, teclado dual mellotron mark v , sintetizador de cuerdas Arpomni, sintetizador soloista de arpa digital, moog y sistema de control temporal de proyecto electrónico, guitarra personalizada Gibson Les paul, Korg PS3100, controlador Roland GR500 , guitarra GS500, ensamble de cuerdas solina y guitarra acústica Ovation.
- Christopher Franke – moog, secuenciador de proyecto electrónico, secuenciador Computer studio digital, Loop melotrón, melotron M400, sintetizador arposoloista, sintetizador de cuerdas Elka, percusión electrónica, secuenciador Oberheim, sintetizador de 8 voces Overhein y Oby one.
- Steve Jolliffe – voces, flautas baja y alta, piccolo, corno inglés, clarinete bajo, clavinete de Hohner, sintetizador de cuerdas Elka , gran piano, Fender Rhodes, sintetizador Roland system-100, trompeta tenor y soprano y liricón de Computone.
- Klaus Krüger – batería personalizada de poliéster con unidad de multigatillo, percusión electrónica, timbales paiste, bubins y set de gongs de burma